# Yersinia pestis
Yersinia pestis of pestbacterie is een bacterie die de verwekker van de pest is en wordt overgebracht door vlooien van ratten of andere knaagdieren op mensen: een vlo die eerst besmet bloed zuigt, en daarna een mens bijt, brengt daarmee de bacterie over.

## Besmetting en ziekteverloop
De werking van de bacterie is als volgt: de bacterie verstopt de maagingang van de rattenvlo waardoor deze grote honger krijgt. De vlo bijt hierdoor sneller en bij een beet komt de bacterie in het lichaam van het gebeten organisme. Het betreft meestal ratten, maar indien deze niet genoeg voorhanden zijn - de pest is ook dodelijk voor ratten - worden ook mensen gebeten door de hongerige vlo. Door een beet kan het lichaam besmet raken en krijgt men builenpest, die een deel van de slachtoffers overleeft. Als de bacterie echter in de bloedbaan terechtkomt treedt de dood binnen korte tijd in. Indien de longen worden besmet, bijvoorbeeld via speeksel, spreekt men van longpest en sterft een hoog percentage van de slachtoffers.

## Voorkomen
Deze bacterie komt vooral nog voor op bepaalde plaatsen in Afrika en Azië. Wat betreft de westerse wereld zijn enkel in natuurparken in het westen van de Verenigde Staten in beperkte mate nog eekhoorns beschreven die deze bacterie droegen.

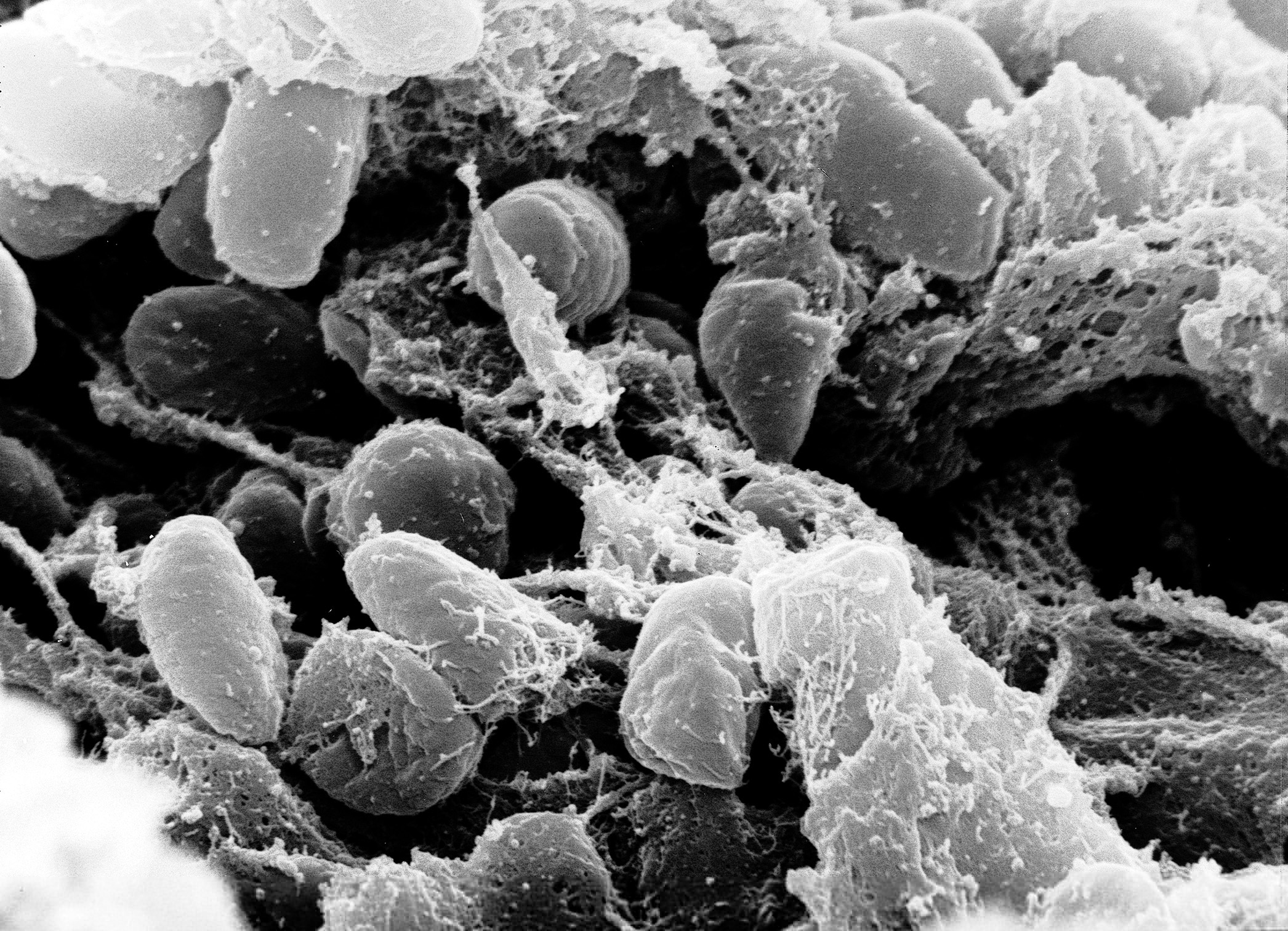
SEM-opname van Yersinia pestis